# William Campbell (dirigeant d'entreprise)
Pour les articles homonymes, voir Campbell et William Campbell.
Bill Campbell, de son vrai nom William Vincent Campbell Jr., né le 31 août 1940 et mort le 18 avril 2016, est un homme d'affaires et investisseur américain. Il était jusqu'à sa mort le président du conseil d'administration de l'université américaine Columbia et de l'entreprise Intuit Inc. Il a également été durant sa carrière le vice-président du marketing et directeur du conseil d'administration d'Apple et PDG de Claris et GO Corporation. Il était considéré comme l'un des principaux mentors du fondateur général d'Apple, Steve Jobs.

## Biographie

### Formation
Campbell est né et a grandi dans l'Homestead en Pennsylvanie, près de Pittsburgh. Il étudie à l'université Columbia où il obtint un Bachelor en économie en 1962. En 1964, il obtient également un Master en éducation du Teachers College de l'université Columbia. Il a été à la tête de l'équipe de football de l'université, les Lions de Columbia, de 1974 à 1979.

### Carrière
Après ses études, William Campbell rejoint J. Walter Thompson et Kodak. Il est recruté par John Sculley, alors PDG d'Apple, pour devenir le vice-président du marketing de l'entreprise, puis dans la division logiciel de Claris. Depuis 1997 et le retour de Steve Jobs aux commandes d'Apple, Campbell avait rejoint le conseil d'administration.
Campbell est également devenu plus tard le PDG de GO Corporation, puis celui de Intuit de 1994 à 1998. En janvier 2016, il a annoncé qu'il se retirait de son poste de président du conseil d'administration.
Il était élu en 2005 au poste du président du conseil d'administration de l'université Columbia.
Après s'être battu contre le cancer, Bill Campbell est mort le 18 avril 2016 à l'âge de 75 ans. Apple et son actuel PDG, Tim Cook, ont rendu hommage à Campbell sur le site américain d'Apple.
Le message du site d'Apple US est le suivant :

« Bill Campbell was a coach and mentor to many of us at Apple, and a member of our family for decades as an executive, advisor, and ultimately a member of our board. He believed in Apple when few people did and his contributions to our company, through good times and bad, cannot be overstated. We will miss his wisdom, his friendship, his humor, and his love for life. Bill Campbell, 1940-2016 »

.